# День домино
День домино́ (англ. Domino Day) ежегодно проводится в Нидерландах с 1998 года (в 1986 и 1988 годах были проведены неофициальные Дни домино). Организатор — Робин Пол Вейерс, известный также под прозвищем «Мистер Домино». Участниками строится огромное количество рядов костяшек домино, которые потом падают, иллюстрируя принцип домино. Последний мировой рекорд был установлен в 2009 году, когда упало 4 491 863 костяшки. Годом ранее, в День домино 2008 упало 4 345 027 костяшек.
С 2010 года из-за финансовых проблем съемки передачи прекращены, проект закрыт.

## История

### День домино 2005
День домино 2005 состоялся 14 ноября 2005 года под девизом «Театр вечных историй». Упали 4 002 136 из 4 321 000 костяшек, был установлен новый мировой рекорд. Возник любопытный момент: во время подготовки в зал залетел воробей и смахнул крылом 23 тысячи подготовленных для рекорда костяшек. Птицу подстрелил охранник, и спустя три года во время установления нового рекорда её память почтили соответствующей композицией.

### День домино 2006
День домино 2006 под девизом «Музыка в движении» и ознаменовался новым мировым рекордом, который был установлен 17 ноября 2006 года. Упали 4 079 381 костяшек из подготовленных 4 400 000. Было несколько участков, на которых запланированное падение не произошло. Композицию строила команда из 90 человек около двух месяцев.

### День домино 2007
День домино 2007 прошёл 16 ноября 2007 года под девизом «Жизнь во всех проявлениях». Было установлено 4 500 000 костяшек домино, композицию строили 85 человек из 12 стран. В результате упало всего 3 671 465 костяшек, то есть всего 81,6 %. Неудача произошла на заключительном участке, где строителям требовалось достроить линию костяшек домино в то время, как предыдущие костяшки уже падали. Этого сделать не удалось, и часть композиции не упала. Впервые за 9 лет в День домино не был установлен мировой рекорд.

### День домино 2008
День домино 2008 проходил 24 июня 2008 года под девизом «Празднование 10-летия Дня домино». Приняло участие 85 человек из 13 стран. Из подготовленных 4 500 000 костяшек упали 4 345 027, что стало новым мировым рекордом.

### День домино 2009
В этом году темой было изображение мира (континентов) с помощью домино в частях под заголовками: Американская мечта, Экстравагантная Латинская Америка, Цвета Европы, Африканская жизнь, Гармония (балансирующие костяшки), Инь-ян (Азия), Твёрдый (Суровый) лёд (Антарктика), Солнце, песок и море (Морская жизнь) (Океания). В 2009 году установили новый мировой рекорд — было задействовано и обрушено 4 491 863 домино.
| Дата       | Год  | Девиз                                         | Город                 | Результат | Упало     | Всего     | % Упало |
| ---------- | ---- | --------------------------------------------- | --------------------- | --------- | --------- | --------- | ------- |
| 27 декабря | 1986 | Мировой рекорд КЛМ Домино                     | Лиссе, Нидерланды     | Успех     | 755 836   | 1 250 000 | 60,47 % |
| 2 января   | 1988 | Европа в домино                               | Росмален, Нидерланды  | Успех     | 1 328 101 | 1 500 000 | 88,54 % |
| 28 августа | 1998 | День домино: земля зрелищ                     | Леуварден, Нидерланды | Успех     | 1 605 757 | 2 300 000 | 69,82 % |
| 5 ноября   | 1999 | День домино: Европа без границ                | Зюйдларен, Нидерланды | Успех     | 2 472 480 | 2 500 000 | 98,90 % |
| 31 декабря | 1999 | Команды из Китая и Японии *                   | Пекин, Китай          | Успех     | 2 751 518 | 3 000 000 | 91,72 % |
| 3 ноября   | 2000 | День домино: реакция                          | Зюйдларен, Нидерланды | Успех     | 2 977 678 | 3 112 000 | 95,68 % |
| 31 декабря | 2000 | Команды из Китая, Японии и Южной Кореи*       | Пекин, Китай          | Успех     | 3 407 535 | 3 500 000 | 97,36 % |
| 16 ноября  | 2001 | День домино: объединение мира                 | Маастрихт, Нидерланды | Успех     | 3 540 562 | 3 750 000 | 94,41 % |
| 14 ноября  | 2002 | День домино: выражение для миллионов          | Леуварден, Нидерланды | Успех     | 3 847 295 | 4 000 000 | 96,18 % |
| 12 ноября  | 2004 | День домино: вызов                            | Леуварден, Нидерланды | Успех     | 3 992 397 | 4 250 000 | 93,94 % |
| 14 ноября  | 2005 | День домино: театр вечных историй             | Леуварден, Нидерланды | Успех     | 4 002 136 | 4 321 000 | 92,62 % |
| 17 ноября  | 2006 | День домино: музыка в движении                | Леуварден, Нидерланды | Успех     | 4 079 381 | 4 400 000 | 92,71 % |
| 16 ноября  | 2007 | День домино: жизнь во всех проявлениях        | Леуварден, Нидерланды | Неудача   | 3 671 465 | 4 500 000 | 81,59 % |
| 14 ноября  | 2008 | День домино: празднование 10-летия Дня домино | Леуварден, Нидерланды | Успех     | 4 345 027 | 4 500 000 | 96,56 % |
| 13 ноября  | 2009 | День домино: Мир в домино — шоу с потоком     | Леуварден, Нидерланды | Успех     | 4 491 863 | 4 800 000 | 93,58 % |

* В Китае в 1999 и 2000 году были проведены неофициальные Дни домино.

## Вещание
| Страна                                         | Название                                      | Ведущий(е)                                                    | Телеканал                        | в прямом эфире | Год       |
| ---------------------------------------------- | --------------------------------------------- | ------------------------------------------------------------- | -------------------------------- | -------------- | --------- |
| Австрия                                        | Domino Day                                    | Мари Кристин Джулиани (2000—2002), Армин Ассингер (2004—2009) | ORF eins                         | Да             | 2000-2009 |
| Бельгия                                        | Domino D-Day (1998) Domino Day                | Стефан ван Лук                                                | vtm                              | Да             | 1998-2009 |
| Хорватия                                       | Domino Day                                    | -                                                             | RTL Televizija                   | Нет            | 2006-2009 |
| Франция                                        | Domino Day — Record du monde                  | Дени Броньяр; Флави Фламан, Дэйв (2001—2005)                  | TF1 (2001—2005), TMC (2006—2009) | Да             | 2001-2009 |
| Франция                                        | Domino Day — Les records les plus incroyables | Валери Бенаим                                                 | D8                               | Нет            | 2014      |
| Германия · (Продюсер)                          | Domino Day                                    | Линда де Моль (1998—2002), Фрауке Людовиг (2004—2009)         | RTL                              | Да             | 1998-2009 |
| Греция                                         | Ημέρα του ντόμινο                             | Катерина Каравату, Фотис Сергулопулос                         | ANT1                             | Да             | 2008-2009 |
| Венгрия                                        | Dominó-nap                                    | Золтан Суйо, Эва Хорват                                       | RTL Klub                         | Да             | 2000-2009 |
| Нидерланды · (Страна производства, · Продюсер) | Domino D-Day (1998) Domino Day                | Ханс Краай мл., Вэнди ван Дэйк (1998—2002), Нэнс (2004—2009)  | SBS 6, NET 5 (1999)              | Да             | 1998-2009 |
| Польша                                         | Dzień Domina                                  | -                                                             | TVN                              | Да             | 2005-2009 |
| Россия                                         | День Домино                                   | Егор Пирогов                                                  | РЕН ТВ                           | Нет            | 2005-2009 |
| Словакия                                       | Domino Day                                    | -                                                             | TV JOJ                           | Да             | 2006-2009 |
| Испания                                        | Domino Day                                    | Константино Ромеро (2001—2002), Карлос Собера (2004—2009)     | Antena 3                         | Нет            | 2001-2009 |
| Великобритания                                 | Domino Day                                    | Кристиан Стивенсон                                            | 5 канал                          | Нет            | 2005-2009 |
| США                                            | Domino Day 2001                               | Рич Айзен                                                     | ABC                              | Нет            | 2001      |